# Anthony Marra

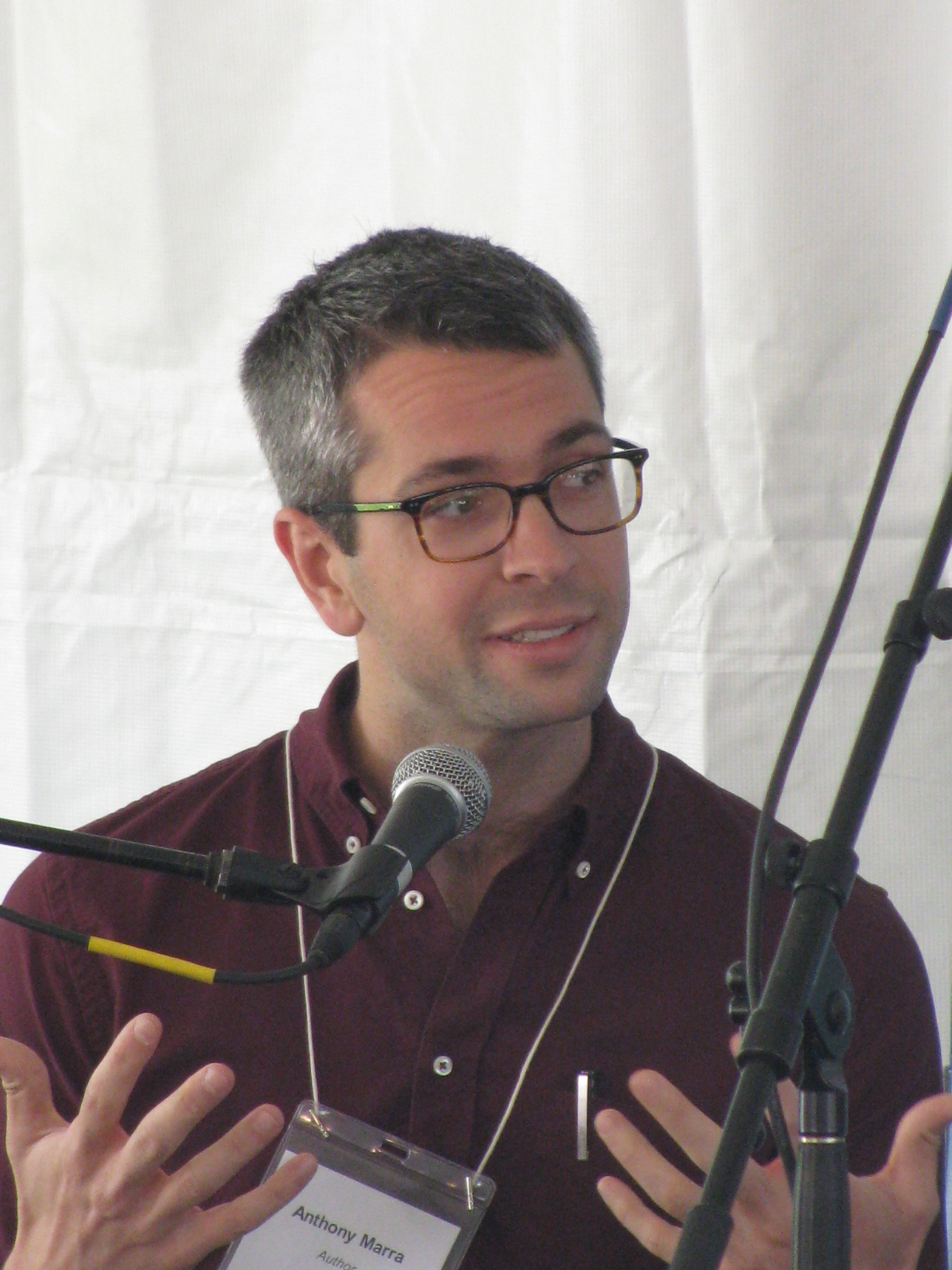
Anthony Marra, 2014

Anthony Marra (geboren 1984 in Washington, D.C.) ist ein US-amerikanischer Schriftsteller.

## Leben
Marra erwarb nach einem BA an der University of Southern California einen MFA am Iowa Writers Workshop und war von 2011 bis 2013 Fellow im Wallace-Stegner-Programm der Stanford University.
Im Jahr 2012 gewann er den mit 50.000 $ dotierten Whiting Writers Award in Fiction, der jährlich an talentierte Debütautoren vergeben wird.
Marra lebt heute in Oakland, Kalifornien.

## Über sein Werk
Bei Studienaufenthalten in Prag und Sankt Petersburg wuchs Marras Interesse für die tschetschenische Geschichte.
Sein Debütroman Die niedrigen Himmel erzählt die fiktive Geschichte der achtjährigen Hawah, ihres Nachbarn Achmed und der russischen Ärztin Sonja im Zweiten Tschetschenienkrieg.

## Werke

### Einzelromane
- A Constellation of Vital Phenomena. Hogarth, 2013, ISBN 978-0-77043-640-7
  - Die niedrigen Himmel.  Übersetzung Stefanie Jacobs. Suhrkamp, 2014, ISBN 978-3-51842-427-8
- The Tsar of Love and Techno – Stories. Hogarth, 2015, ISBN 978-0-77043-643-8
  - Letztes Lied einer vergangenen Welt – Stories. Übersetzung Stefanie Jacobs, Ulrich Blumenbach. Suhrkamp, 2016, ISBN 978-3-51842-534-3
- Mercury Pictures Presents. John Murray, London 2022, ISBN 978-1-3998-0440-0.

### Kurzgeschichten
- The Wolves of Bilaya Forest. The Atlantic, 2012 (englisch)

## Auszeichnungen
- The Cleveland Foundation: „Anisfield-Wolf Book Award in fiction“ 2014[6]
- John Leonard Award des „National Book Critics Circle Award“ 2013[7]
- „Whiting Writers' Award in fiction“ 2012